# 庆安会馆
29°52′29″N 121°33′32″E / 29.87472°N 121.55889°E
庆安会馆，又名甬东天后宫、北号会馆，是中华人民共和国浙江省宁波市一处天后宫和会馆建筑。庆安会馆位于鄞州区江东北路（原木行路），得名于“海不扬波庆兮安澜”，是晚清时期宁波北号船帮的天后宫和会馆。 庆安会馆建成于清咸丰三年(1853年)，是江南现存唯一兼具天后宫与会馆功能的古建筑群，也是浙江省唯一保存完整的会馆建筑。 庆安会馆建筑颇具特色，志书中有“辉煌煊赫，为一邑建筑冠”的记载。改革开放后，原址位于庆安会馆北侧的安澜会馆迁至庆安会馆南侧，在同一区域形成两会馆并列的格局。 现辟为浙东海事民俗博物馆。

## 沿革

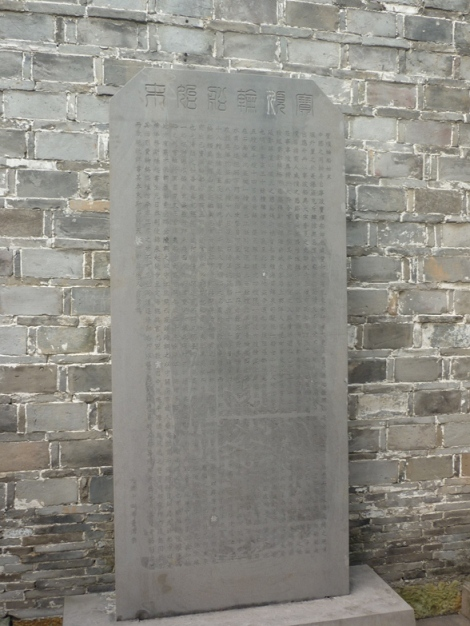
《宝顺轮船始末》碑

庆安会馆始建于道光三十年（1850年），三年后落成，为福建船主沈法旬于宋绍熙二年（1191年）兴建的宁波天妃宫的分庙（宁波天妃宫于1950年毁于轰炸）。 当时，由于实施漕粮海运，宁波经营北方航运的北号船帮实力日渐扩大，因而迫切需要一个独立的经营总部。 因而，庆安会馆由慈溪、鄞县、镇海的九个具有影响力的北号海漕业者共同倡议建立。
咸丰四年11月，由于北号船帮在漕运航路上备受海盗袭击，损失巨大，慈溪人费纶鋕、盛植琯和镇海小港人李也亭在庆安会馆提出购置西洋轮船为船帮运送粮食的沙船护航，获得各位船商响应。次年，轮船定名“宝顺轮”并开始为沙船护航，收效很大。董沛撰写的《宝顺轮船始末》至今保存在庆安会馆。
中华民国时期，木行路逐渐衰落，庆安会馆也被改造为木行路小学。文化大革命时，庆安会馆建筑损毁严重。1997年，宁波市文化部门对庆安会馆进行了修复，恢复了庆安会馆作为会馆的形制。2001年6月，庆安会馆被列入第五批全国重点文物保护单位，现为浙东海事民俗博物馆所在地。

## 建筑

### 形制

庆安会馆、安澜会馆平面图

庆安会馆建筑结构为典型近代木结构建筑。从外到内依次为宫门、仪门、前戏台、正殿、后戏台和后殿。双戏台的形制是其重要的特色。结构上采用中国传统建筑院落结构，沿纵轴向前延伸，同时逐层抬高每幢建筑的高度，使得建筑具有深度感。
庆安会馆的宫门为砖墙门楼，屋顶形式为抬梁式硬山顶，设有三马头山墙。木制构件大都采用朱金木雕工艺进行装饰。宫门正中为“天后宫”三个大字，两旁设有十四幅人物砖雕。

进入宫门即为仪门。仪门屋顶形式为穿斗式重檐硬山顶，四马头山墙。建筑主体依靠6根蟠龙石柱支撑。进入仪门即为前戏台。戏台屋顶为歇山顶，采用斗拱，雕刻有脊兽。戏台主题为木结构，大量采用朱金木雕工艺，表现所演戏剧故事内容。
庆安会馆的正殿明间屋顶形式为抬梁式重檐硬山顶，设有五马头山墙。次间、梢间为穿斗式硬山顶，同时通过重檐构成假歇山顶。
再往内即为后戏台，形制与前戏台基本相同。
最内为后殿，明间屋顶为抬梁式重檐硬山顶，设有四马头山墙。次间、梢间为穿斗式硬山顶。后殿为原庆安会馆董事会商议事宜的处所，也是春秋同业聚会的场所。

### 砖雕
砖雕是庆安会馆的重要艺术特色。砖雕作品主要分布于门楼、山墙。会馆正门“天后宫”三字两侧为“双龙戏珠”图样，模仿御牌。屋脊砖雕多采用神怪和吉祥图案。戏台屋顶雕有卷龙，正脊雕有奎星和瑞兽图案。最为丰富的是墀头的砖雕。雕刻的重点为墀头下部，采用影雕表现人物和戏剧情节。

### 石雕
石雕是庆安会馆建筑艺术的又一项特色，其代表是一对蟠龙和一对凤凰牡丹石雕檐柱。相传这批檐柱来自福建兴化（今莆田市），通过水运到达宁波。蟠龙檐柱中龙的形象从屋顶伴着两只蝙蝠绕柱向下飞腾，寓意福气。凤凰牡丹檐柱半嵌于墙中，上下为凤凰，中部为牡丹。这些檐柱采用整根石材雕刻而成，通过镂空等技法创造出龙凤在云层间飞腾的形象。此外，墙基、御道、柱础等处的石雕也各具特色。

### 木雕
木雕在庆安会馆的木制构件中使用普遍。枋、雀替、斗拱、挡板、垂柱等部位使用了大量的木雕工艺。庆安会馆的木雕均使用宁波本土的朱金木雕工艺，内容的取材从山水到民间故事无所不包。
- 庆安会馆在甬江东岸
- 庆安会馆（左）與安瀾會館（右）
- 庆安会馆近景
- 正门砖雕
- 甬东天后宫碑銘
- 戏台藻井
- 墀头砖雕
- 蟠龙柱
- 蟠龙柱石雕
- 蟠龙柱两侧的朱金木雕雀替
- 高麗使者郑梦周出使大明時曾遊歷明州府（現寧波市），此為庆安会馆內的郑梦周銅像

## 陈列
庆安会馆（不包括属于同一博物馆的安澜会馆）固定展览为中国·宁波船史展陈列。除固定展览外，也不定期地举办临时展览。此外，重要的展品为江亚轮木舵。

### 中国·宁波船史展陈列
庆安会馆目前设有中国·宁波船史展陈列，展出从古至今中国特别是宁波地区所出现的各种船只及其模型，包括楼船、“万斛”神舟、沙船、福船、宝船以及中国自办的第一艘轮船宝顺轮。

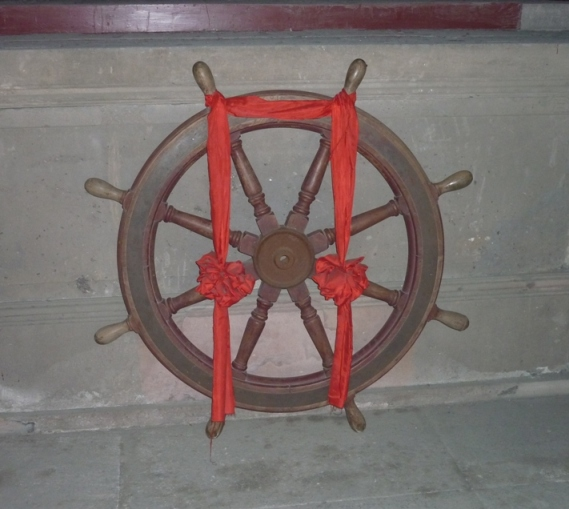
江亚轮木舵

### 江亚轮木舵
1948年12月3日发生的江亚轮海难是近代中国最大的海难。2000年，温州人吴金龙、陈孝育在对长航集团东方红8号轮（即原江亚轮打捞后改建船只）实行报废拆解时发生火灾，使得轮船烧毁。吴金龙、陈孝育将江亚轮仅存的木舵送予浙东海事民俗博物馆收藏。该木舵现存于庆安会馆正殿供人参观凭吊。

## 参观信息

### 票务
庆安会馆普通门票10元人民币，儿童与学生对折。开放时间为每天8:30至16:30。